# 소니 DSLR-A100
소니 알파 DSLR-A100(Sony Alpha DSLR-A100)는 2006년 6월 5일에 발표된 소니의 최초 디지털 SLR이다. 센서를 움직이는 형태의 손떨림 방지 기능을 가지고 있다. 소니 DSLR-A200이 후속 기종이다.
23.6 x 15.8 mm 크기에 1020만 유효 화소를 가지는 소니 CCD 센서를 가지고 있다. ICX493AQA로 추정되는 이 센서는 니콘 D80, 펜탁스 K10D에도 쓰이는 것으로 알려져 있다.

## 사진

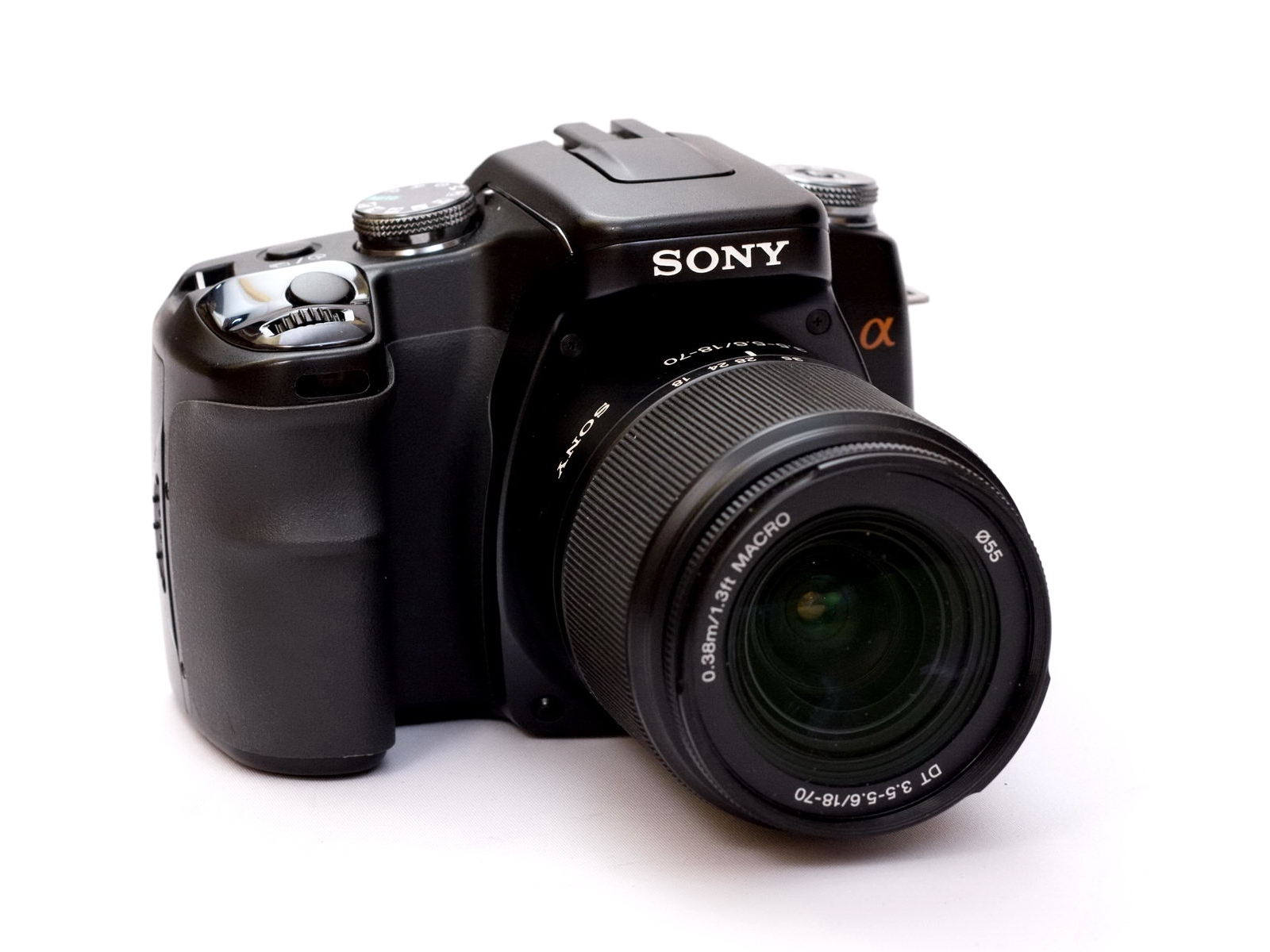
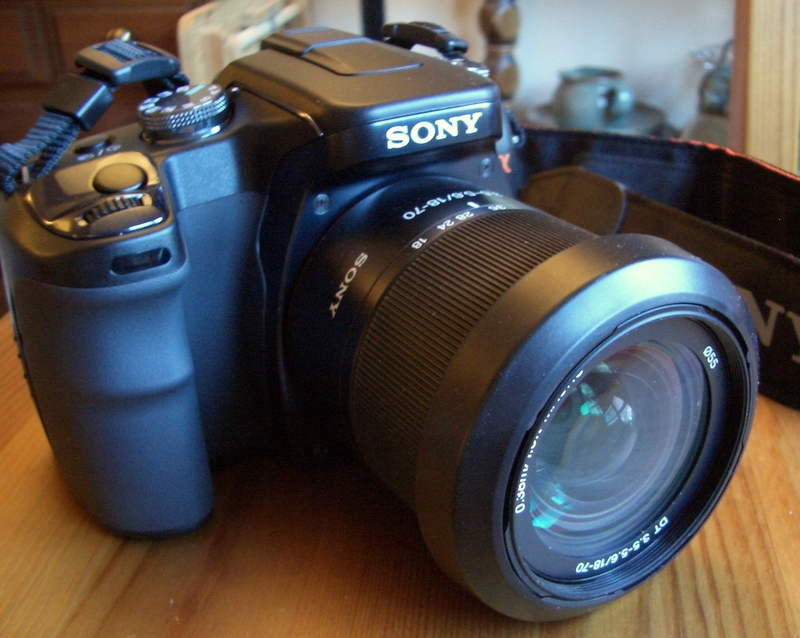
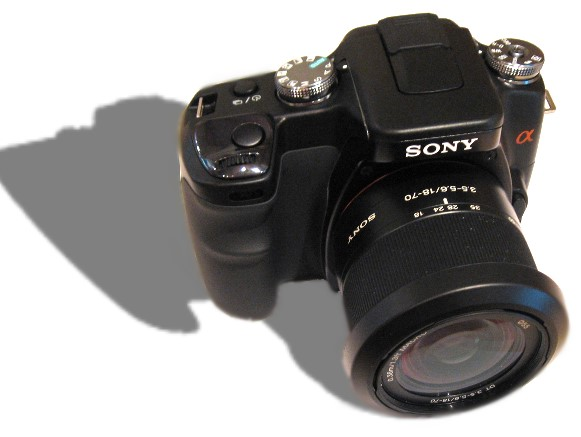
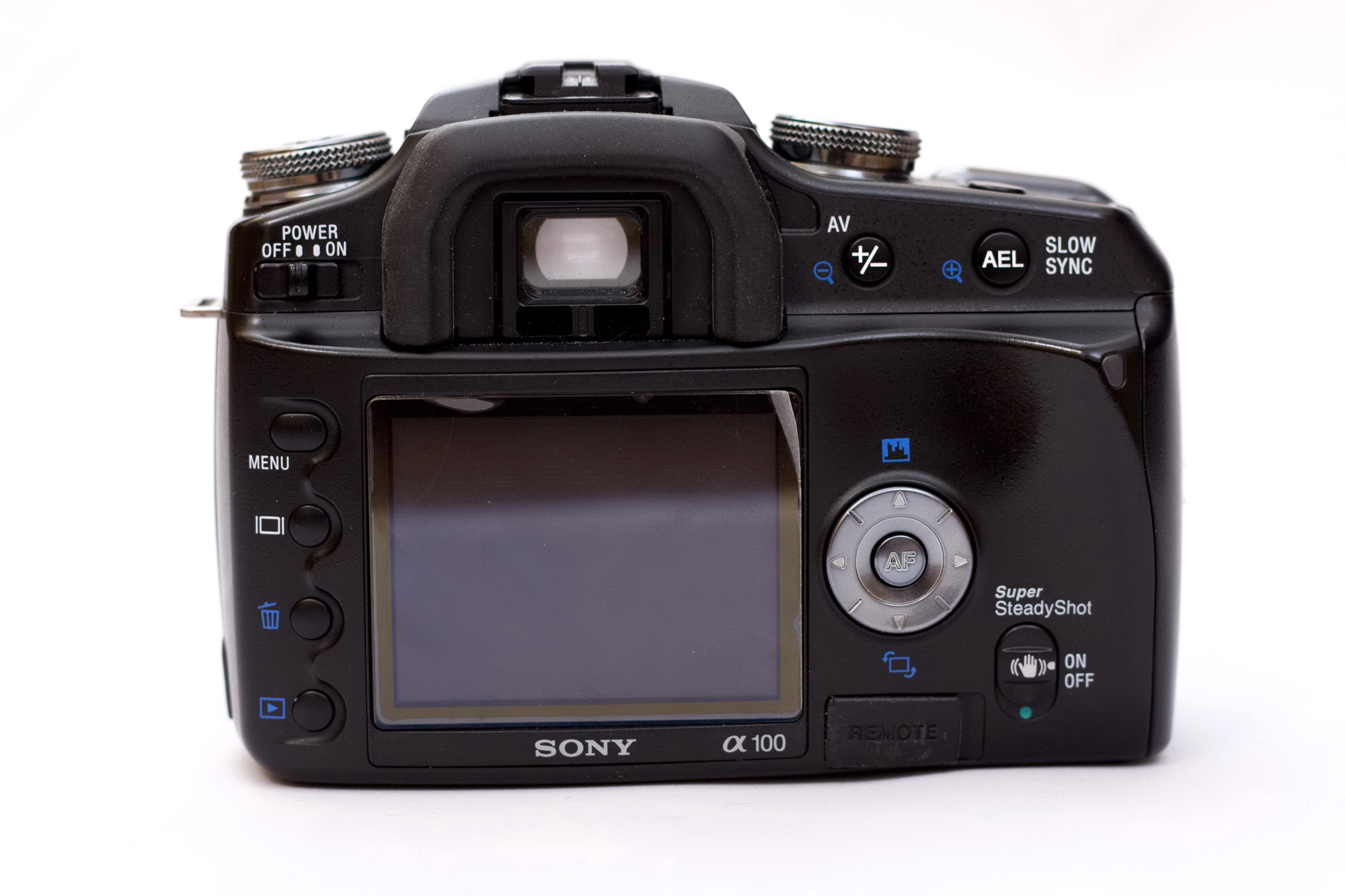
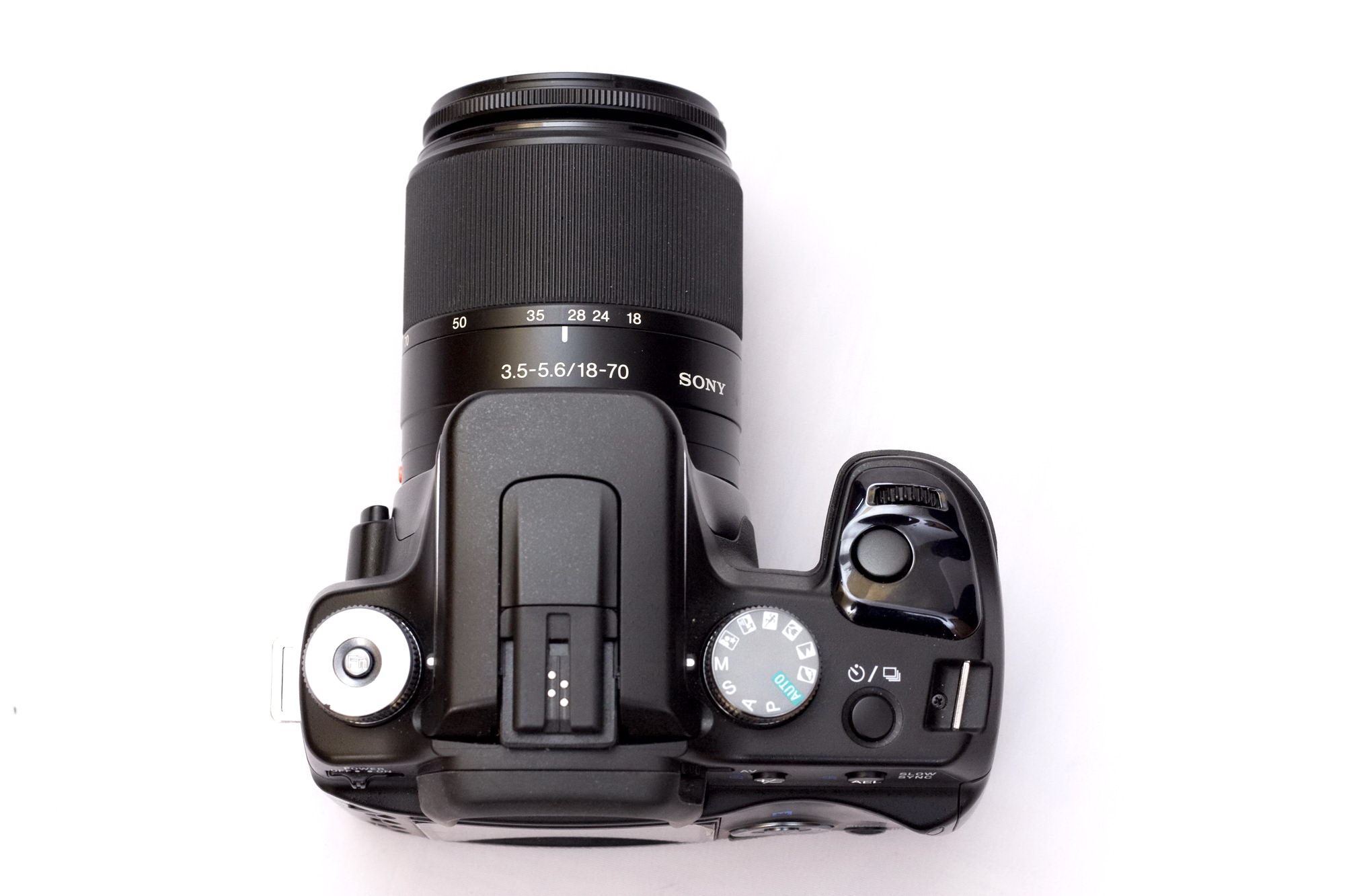

## 같이 보기
- 미놀타 AF 카메라 시스템